# Creepshow
Creepshow (auch als Die unheimlich verrückte Geisterstunde gezeigt) ist ein Episodenfilm, der nach und nach Geschichten aus einem Comic darstellt, der einem kleinen Jungen von einem Monster vorgelesen wird. Die Regie führte George A. Romero, das Drehbuch schrieb Stephen King.

## Handlung

### Prolog
Billy liebt Horrorcomics. Umso wütender ist er daher auch, als sein Vater ihm verbietet, diese zu lesen, und seinen Lieblingscomic mit dem Titel Creepshow wegwirft. In derselben Nacht erscheint der Creep vor Billys Fenster, der ihm eine reale Welt des Horrors zeigt. Der Creep erzählt ihm fünf makabre Horrorgeschichten aus dem Comic, in denen es um rachsüchtige Zombies, blutrünstige Monster, gnadenlose Insekten und ein unheimliches Gewächs aus dem Weltall geht…

### Vatertag (Father’s Day)
Seit sieben Jahren kehrt Tante Bedelia jedes Jahr am Vatertag an den Ort ihres Verbrechens zurück. Sie brachte ihren Vater um, der im Rollstuhl saß und sie tyrannisierte. Seine letzten Worte waren: Ich will meinen Vatertagskuchen!. Dieses Jahr steigt der Vater aus seinem Grab, um blutige Rache zu nehmen und sich das zu holen, was er nun schon seit sieben Jahren verlangt: seinen Kuchen. Zuerst tötet er Bedelia, danach beginnt er, seine restlichen geldgierigen und intriganten Erben zu töten. Am Ende köpft er seine Enkelin Sylvia und steckt Kerzen an ihren Kopf. Er beendet die Episode mit den Worten: „Alles Gute zum Vatertag!“

### Mondgestein (The Lonesome Death of Jordy Verrill)
Ein kleiner Meteorit schlägt in den Garten des Farmers Jordy Verrill ein. Er malt sich aus, dafür viel Geld zu bekommen, und untersucht den merkwürdigen Stein. Nach der ersten Berührung mit den Fingerspitzen breitet sich ein widerliches grünes Gewächs auf seinem Körper und in der Umgebung aus. Als er ein Bad nehmen will, um das Gras von sich zu waschen, erscheint ihm der Geist seines Vaters im Spiegel, welcher ihm klarmacht, dass er sterben wird, wenn er nun badet. Jordy entgegnet, dass er sowieso schon fast tot sei. Als er das Badezimmer verlässt, ist bereits seine ganze Wohnung mit dem Gras überwuchert. Schließlich begeht er Suizid, indem er sich erschießt.

### Videospiele, alternativer TitelWeggespült(Something to Tide You Over)
Richard will sich an seiner eigenen Frau und an Harry, ihrem Liebhaber, rächen. Dazu gräbt er die beiden am Strand bis zum Hals ein und wartet auf die Flut. Als Richard sich der Leichen entledigen will, muss er mit Entsetzen feststellen, dass diese nicht mehr im Sand eingegraben sind, sondern als Untote Jagd auf ihn machen und ihm dasselbe Schicksal zukommen lassen wollen wie er ihnen. Sie brechen in sein Haus ein und bringen ihn zum Strand, wo sie ihn vergraben und auf die Flut warten. Richard ist fest davon überzeugt, dass er die Luft lang genug anhalten kann. Die Episode lässt offen, ob er Recht behält.

### Expedition ins Tierreich (The Crate)
Henry ist von seiner Ehefrau Wilma genervt, da er von ihr unterdrückt wird. Professor Stanley öffnet mit Mike, dem Hausmeister der Universität, eine alte Kiste von 1834 aus der Arktis. Kaum geöffnet, zieht ein blutrünstiges, affenartiges Monster den Hausmeister und einen der Studenten in die Kiste. Völlig mit den Nerven am Ende, erzählt Stanley seinem Freund Henry von dem Unglück. Dieser sieht darin seine Chance, das Problem Wilma endgültig zu beseitigen. Er bringt Wilma zu der Kiste, aber von dem Monster fehlt plötzlich jede Spur. Wilma beschimpft ihn darauf und bezeichnet ihn als Versager. Schließlich taucht das Monster aber doch auf und zieht Wilma in die Kiste.
Später redet er mit Stanley über seinen perfekten Mord. Stanley fragt ihn, was er mit der Kiste gemacht habe. Henry sagt ihm, dass er sie in eine Kiesgrube geworfen habe und das Monster ertrunken sei. Die letzte Szene der Episode zeigt jedoch das Monster, wie es aus der Kiste ausbricht.

### Insektenspray (They’re Creeping Up on You)
Mr. Pratt ist ein reicher, unbarmherziger Mann und übertriebener Hygieniker, der in einer klinisch reinen Wohnung lebt. Als es in der Stadt einen Stromausfall gibt, wird sein schlimmster Albtraum Wirklichkeit. Tausende von Kakerlaken dringen in seine Wohnung ein. Mr. Pratt sperrt sich in einen Nebenraum ein, um den Schaben zu entkommen, aber sie dringen auch in diesen ein und töten Mr. Pratt. Am Ende sieht man, wie all die Käfer aus dem Mund und anderen Stellen an Mr. Pratts Leiche krabbeln, bis der Raum mit Schaben überflutet ist.

### Epilog
Als die Müllabfuhr kommt, finden zwei Müllmänner das ‘Creepshow’-Comic im Papierkorb. Sie lesen es begeistert und finden dabei eine Seite mit Anzeigen für Spielzeug, das man sich bestellen kann. Dabei bemerken sie, dass eines der Spielzeuge, eine Voodoo-Puppe, bereits bestellt wurde. Der Besteller war Billy, welcher die Voodoo-Puppe dazu benutzt, seinen Vater zu quälen.

## Erstveröffentlichungen
- USA 10. November 1982
- Deutschland 29. April 1983

## Rezeption
„Makabrer Episodenfilm, der Versatzstücke der Trivialkunst parodistisch verarbeitet – bisweilen etwas krass in den Ausdrucksmitteln und halbherzig im kritischen Ansatz. Ein nur streckenweise unterhaltsamer Film.“

- Der Film war 1983 in den Kategorien bestes Filmposter und bester Horrorfilm für den Saturn Award nominiert.
- King erhielt großes Kritikerlob für seine Darstellung des Jordy Verril.

## Deutsche Fassungen
Die erste deutsche Synchronfassung entstand bei der Rainer Brandt Filmproduktions GmbH, Berlin. Ronald Nitschke schrieb das Dialogbuch und führte Regie. Diese Version wurde um ein paar Minuten gekürzt, die geschnittenen Szenen wurden später nachsynchronisiert. Die zweite deutsche Synchronfassung entstand bei der Metz-Neun Synchron Studio und Verlags GmbH, Offenbach am Main.
| Figur                    | Darsteller        | Deutscher Sprecher                         | Deutscher Sprecher (VHS 1996) |
| ------------------------ | ----------------- | ------------------------------------------ | ----------------------------- |
| Billys Mutter            | Iva Jean Saraceni | Marianne Lutz                              | Ingrid Metz-Neun              |
| Becky Vickers            | Gaylen Ross       | Marianne Lutz                              | N. N.                         |
| Stan, Billys Vater       | Tom Atkins        | Manfred Lehmann                            | Aart Veder                    |
| Professor Dexter Stanley | Fritz Weaver      | Lothar Blumhagen                           | Aart Veder                    |
| Doktor                   | Bingo O’Malley    | Lothar Köster                              | Aart Veder                    |
| Geist von Jordys Vater   | Bingo O’Malley    | Nachsynchro: Till Hagen                    | Christian Mey                 |
| Professor Henry Northrup | Hal Holbrook      | Hans Nitschke                              | Christian Mey                 |
| Bedelia Grantham         | Viveca Lindfors   | Tilly Lauenstein                           | N. N.                         |
| Sylvia Grantham          | Carrie Nye        | Eva Katharina Schultz                      | N. N.                         |
| Hank Blaine              | Ed Harris         | Ronald Nitschke                            | N. N.                         |
| Richard Grantham         | Warner Shook      | N. N.                                      | Henrik Helge                  |
| Nathan Grantham          | Jon Lormer        | Arnold Marquis                             | Helmut Winkelmann             |
| Jordy Verrill            | Stephen King      | Andreas Mannkopff Nachsynchro: Tobias Nath | N. N.                         |
| Richard Vickers          | Leslie Nielsen    | Heinz Petruo                               | Joachim Pukaß                 |
| Harry Wentworth          | Ted Danson        | Joachim Tennstedt                          | Renier Baaken                 |
| Charlie Gereson          | Robert Harper     | Hans-Jürgen Dittberner                     | Renier Baaken                 |
| Wilma „Billie“ Northrup  | Adrienne Barbeau  | Evelyn Gressmann                           | Sibylle Nicolai               |
| Hausmeister Mike         | Don Keefer        | Joachim Nottke                             | Michael Deckner               |
| Upson Pratt              | E. G. Marshall    | Kurt Waitzmann                             | Michael Deckner               |
| Mr. White                | David Early       | N. N.                                      | Wolff von Lindenau            |
| Carl Reynolds            | Mark Tierno       | Eric Vaessen                               | N. N.                         |

## Fassungen
- In Deutschland fiel Episode 3 im Kino der Schere zum Opfer – der Film galt insgesamt als zu lang. Auf Video jedoch ist auch Weggespült zu sehen.
- Von Creepshow existieren mehrere verschiedene Versionen im deutschsprachigen Raum:

1. Videofassung, die leicht geschnitten und ab 16 Jahren freigegeben war.
2. Best-Buy-DVD und eine „United Video“-VHS-Version, die ebenfalls ab 16 Jahren freigegeben war, aber im Vergleich zur alten Video-Fassung nochmals stark geschnitten wurde. Zudem wurde die Episode Weggespült komplett weggelassen. (Dieses Schicksal widerfuhr ihr auch in diversen Fernsehausstrahlungen.)
3. Ungeschnittene Fassung, welche bei e-m-s new media Anfang 2001 erschien und welche nur in sehr geringer Stückzahl verkauft wurde. Die DVD ist sehr selten und mittlerweile ein gefragtes Sammlerstück.
4. DVD-Fassung aus Österreich, welche die ungekürzte Version des Films in der alten Kinosynchronisation beinhaltet. Die DVD war auf 5000 Stück limitiert. Vertrieben wurde sie vom Label „Award Video“.
5. Blu-ray-Fassung von Laser Paradise. Auf der Blu-ray Disc ist die alte deutsche Original Kino-Synchronisation vorhanden. Eine englischsprachige Tonspur gibt es nicht.

## Fortsetzungen und Fernsehserie
- 1987 und 2006 erschienen die beiden Fortsetzungen Creepshow 2 und Creepshow 3.
- Seit 2019 erscheint auf Shudder eine Fernsehserie Creepshow.

## Trivia
- George A. Romero verfilmte auch Kings Roman Stark – The Dark Half und war vorübergehend für den Film Friedhof der Kuscheltiere vorgesehen.
- Stephen Kings Sohn, Joe King, spielte mit der Figur des Billy seine bisher einzige Filmrolle.[6]
- Die Comicadaption wurde von Bernie Wrightson gezeichnet.
- Die Indizierung des Films wurde im Oktober 2020 wieder aufgehoben, eine Neuprüfung durch die FSK ergab eine Freigabe ab 16 Jahren für die ungeschnittene Fassung.[7]